# カオジロガン
カオジロガン（顔白雁、学名：Branta leucopsis）は、カモ目カモ科に分類される鳥類の一種。
雁の仲間。

## 分布
- 旧北区・新北区に生息する。
- 繁殖地は北極付近。越冬地は、イギリス諸島やオランダなど[1]。
  - ヨーロッパでは冬にしか見られなく、身近に繁殖地が確認できなかったため、長い間はエボシガイから成長したものだと思われていた。今も英語で「barnacle goose」（フジツボのガチョウ）と呼ぶ[1]。

## 画像

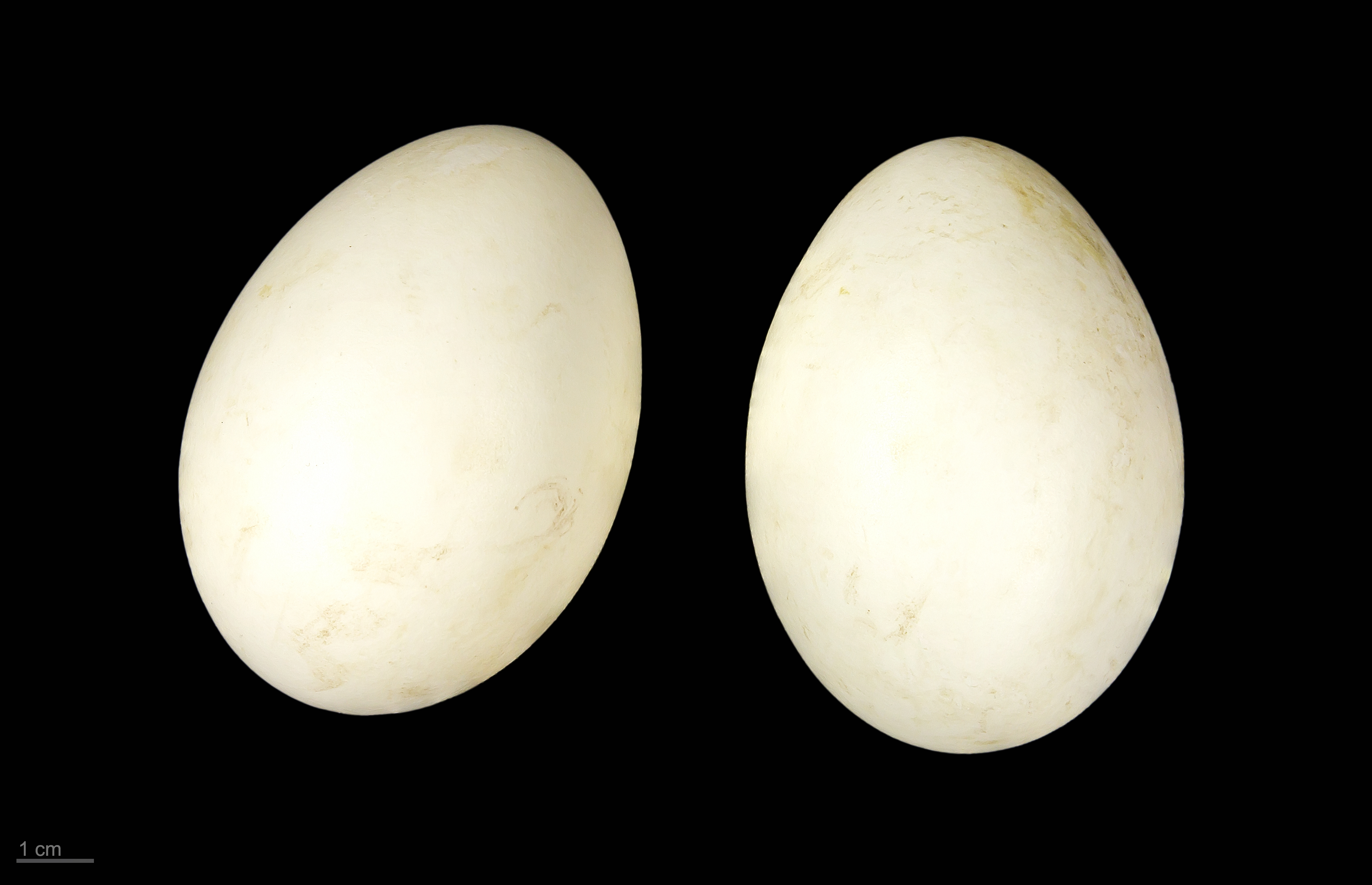
カオジロガン
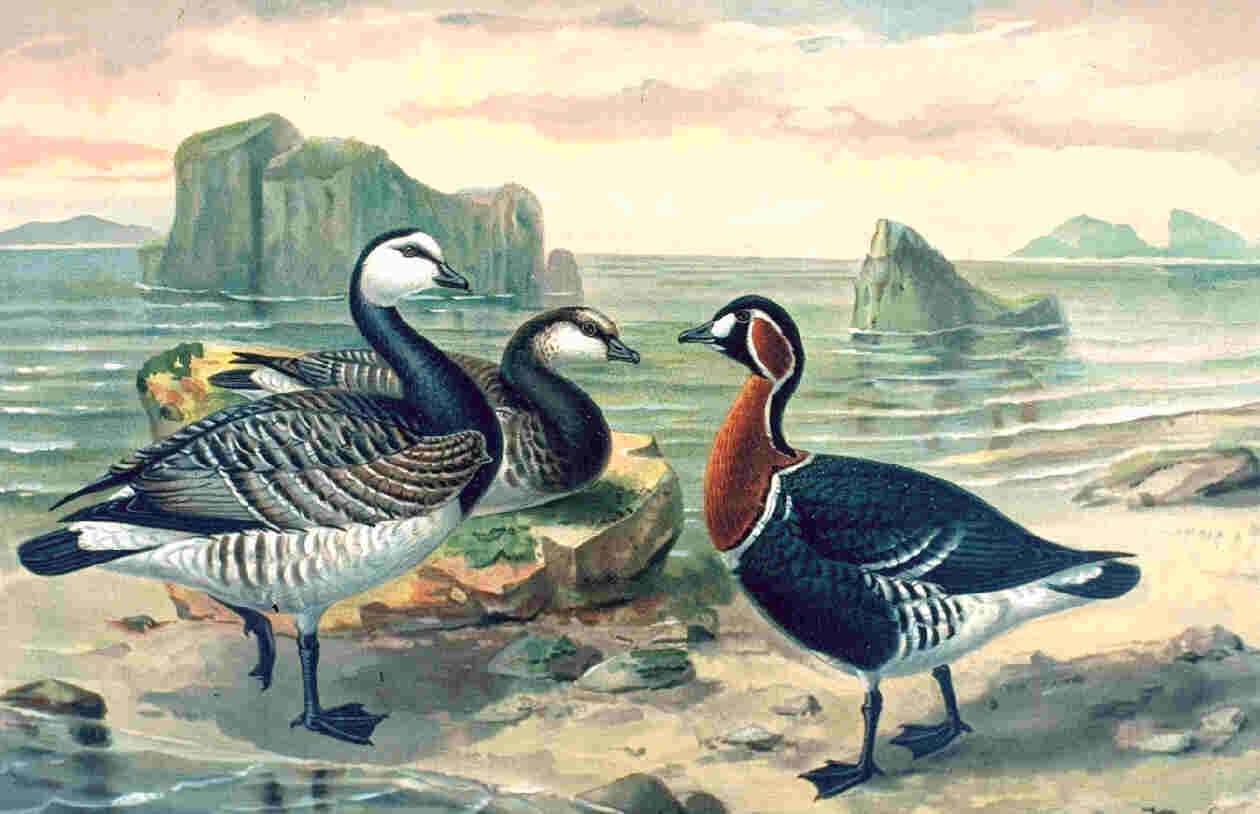
左がカオジロガン
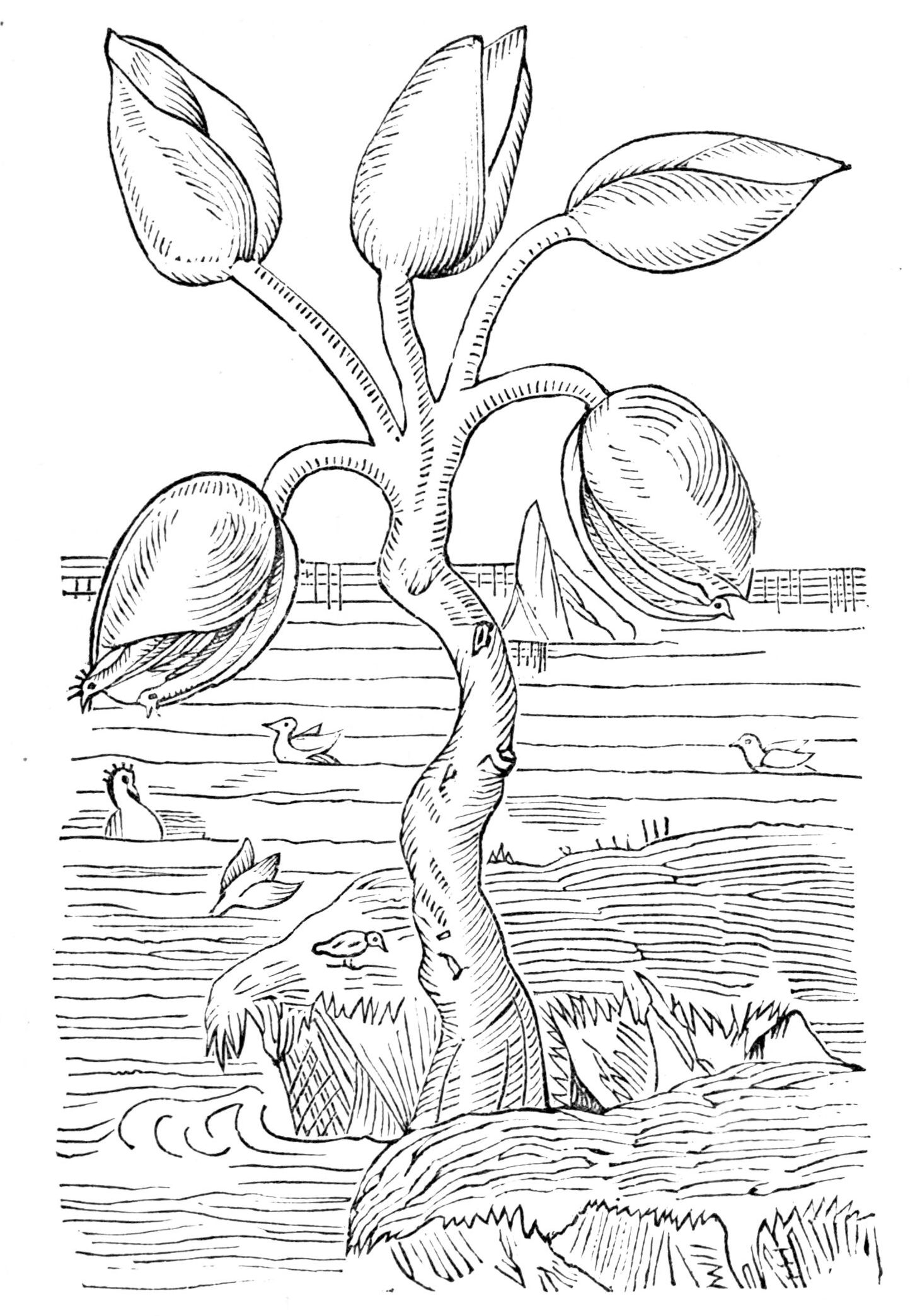
エボシガイの木からガンが生まれる様子を表現する絵画